# Le Clone (série télévisée)
 (juillet 2015).
Si vous disposez d'ouvrages ou d'articles de référence ou si vous connaissez des sites web de qualité traitant du thème abordé ici, merci de compléter l'article en donnant les références utiles à sa vérifiabilité et en les liant à la section « Notes et références ».
Le Clone (O Clone) est une telenovela brésilienne en 250 épisodes de 45 minutes créée par Glória Perez, réalisée par Jayme Monjardim et diffusée du 1er octobre 2001 au 15 juin 2002 sur le réseau Globo.
La série est la 61e novela das oito du réseau Globo, soit la 61e série à occuper le créneau horaire de première partie de soirée, à 20 heures, qui succède à la diffusion du journal télévisé de la chaîne, le JN. Elle succède à la série Porto dos Milagres.
En France, la série été diffusée à partir du 21 juin 2012 sur France Ô. Elle a été exportée dans plus de 90 pays.

## Synopsis
C'est l'histoire de Jade et de Lucas. Jade est une jeune musulmane de 18 ans qui vit à Rio de Janeiro au Brésil avec sa mère. Mais un soir, sa mère décède et jade se retrouve livré à elle même. Son oncle qui vit au Maroc décide de la prendre sous son ail et devient tuteur légal. N'ayant pas le choix Jade suit son oncle et s'installe au Maroc. Partagée entre deux cultures différentes Jade peine à trouver sa place et découvre peu à peu les traditions musulmanes. C'est au Maroc qu'elle rencontre Lucas un jeune étudiant brésilien en droit qui passe des vacances à son père et son frère Diogo. Lucas et Jade tombent follement amoureux , un amour interdit entre une jeune musulmane qui doit garder son honneur et respecter sa religion et un un jeune brésilien non croyant. Un dilemme qui va mener nos deux tourtereaux vers un véritable combat pour l'amour. 
Arriveront-ils à faire triompher leur amour malgré tout ce qui les oppose ? 

## Distribution
- Murilo Benício : Lucas Ferraz / Diogo Ferraz / Edvaldo Leandro « Léo » da Silva Ferraz
- Giovanna Antonelli : Jade Rachid
- Juca de Oliveira (pt) : Augusto Albieri
- Adriana Lessa : Deusa da Silva
- Stênio Garcia (pt) : Ali El Adib
- Reginaldo Faria (pt) : Leônidas Ferraz
- Vera Fischer : Yvete Simas Ferraz
- Letícia Sabatella : Latifa El Adib Rachid
- Daniela Escobar : Maysa Ferraz
- Dalton Vigh : Said Rachid
- Neuza Borges : Dalva
- Antônio Calloni (pt) : Mohamed Rachid
- Eliane Giardini : Nazira Rachid
- Jandira Martini : Zoraide
- Débora Falabella : Mel Ferraz
- Marcello Novaes (pt) : Alexandre Cordeiro (Xande)
- Sebastião Vasconcellos (pt) : Abdul Rachid
- Nívea Maria : Edna Albieri
- Cristiana Oliveira : Alicinha
- Nívea Stelmann : Ranya Rachid
- Carla Díaz : Khadija Rachid
- Totia Meireles : Laurinda Albuquerque
- Juliana Paes : Karla